# Arachnyssus
Arachnyssus es un  género de ácaros parásitos perteneciente a la familia  Macronyssidae.

## Especies
Arachnyssus Ma Liming, 2002
- Arachnyssus guangxiensis Ma Liming, 2002
- Arachnyssus huwenae Ma-Liming, 2002